# Relations entre l'Allemagne et la Finlande
Les relations entre l'Allemagne et la Finlande sont les relations bilatérales de l'Allemagne et de la Finlande, deux États membres de l'Union européenne.

## Histoire

### Avant l'indépendance finlandaise
Les relations entre Allemands et Finlandais se déroulaient à l'origine au sein de la Ligue hanséatique. La Réforme de Martin Luther fut introduite en Finlande dans les années 1520, alors que la région faisait partie de la Suède-Finlande.
Durant la Première Guerre mondiale, la Finlande faisait partie de l'Empire russe et s'opposait donc au Reich. Toutefois, certains volontaires finlandais participèrent à l'effort de guerre du côté russe tandis que certains chasseurs finlandais se rendirent en Allemagne en 1915 afin de former l'armée allemande dans l'espoir de voir une défaite russe.

### Indépendance de la Finlande et entre-deux-guerres
Le 4 janvier 1918, l'Allemagne reconnut la Finlande. Durant la guerre civile finlandaise, l'Allemagne soutint la Garde blanche et les Jägers finlandais. Les troupes allemandes prirent le contrôle de Helsinki le 13 avril 1918.

### Seconde Guerre mondiale
Le Pacte germano-soviétique autorisa l'URSS à engager la guerre d'Hiver qui se conclut par le traité de Moscou de 1940. Cependant la guerre fut de courte durée et reprit durant la guerre de Continuation lors de laquelle l'Allemagne et la Finlande furent cobelligérants face à l'URSS. La conclusion d'une paix séparée entre l'URSS et la Finlande entraîna le déclenchement de la guerre de Laponie, opposant la Finlande à l'Allemagne nazie. Celle-ci prit fin en 1945 par la victoire de la Finlande et entraîna l'expulsion des troupes allemandes.

### Après guerre
La Finlande a reconnu la République fédérale allemande et la République démocratique allemande en 1972. Elle établit des relations diplomatiques avec celles-ci respectivement en janvier 1973 et en juillet 1973.

## Sources
- (de) Cet article est partiellement ou en totalité issu de l’article de Wikipédia en allemand intitulé « Deutsch-finnische Beziehungen » (voir la liste des auteurs).

## Compléments